# ميخائيل تشوماكوف
ميخائيل بتروفيتش تشوماكوف (بالروسية: Миха′ил Петр′ович Чумак′ов)‏ (14 نوفمبر 1909-11 يونيو 1993) عالم ميكروبيولوجيا وفيروسات سوفيتي اشتهر بإجراء تجارب سريرية محورية واسعة النطاق أدت إلى ترخيص لقاح شلل الأطفال الفموي (OPV) الذي طوره ألبرت ب. سابين.

## الحياة والعمل
تخرج تشوماكوف عام 1931 من كلية الطب بجامعة موسكو الحكومية والتي تحولت لاحقًا إلى أكاديمية إ م سيتشينوف موسكو الطبية. في عام 1937 شارك تشوماكوف في بعثة علمية إلى منطقة خاباروفسك في الشرق الأقصى السوفيتي بقيادة البروفيسور ليف أ. زيلبر. اكتشف مع زملائه مسببات مرض عصبي جديد قابل للانتقال يسمى التهاب الدماغ المنقولة بالقراد (TBE) وعزل الفيروس الذي يسببه. أصيب عن طريق الخطأ بالفيروس وتطور إلى التهاب في الدماغ أدى إلى فقدان دائم للسمع وشلل في الذراع اليمنى. حصل بهذا الاكتشاف على جائزة ستالين من الدرجة الأولى في العلوم والتكنولوجيا في عام 1941.
في عام 1948 أصبح تشوماكوف عضوًا شرفياً، وفي عام 1960 أصبح عضوًا كامل العضوية في أكاديمية العلوم الطبية في اتحاد الجمهوريات الاشتراكية السوفيتية.
في بداية الأربعينيات من القرن الماضي نظم تشوماكوف العديد من الحملات الطبية إلى سيبيريا ومناطق أخرى من الاتحاد السوفيتي للتحقيق في حالات تفشي الفيروسات الجديدة. من بين الفيروسات التي اكتشفها ودرسها تشوماكوف هي حمى أومسك النزفية وفيروسات حمى كيميروفو وفيروس هانتا المسبب لمتلازمة الكلى وفيروس الحمى النزفية في القرم والكونغو والعديد من الفيروسات الأخرى.
في 1950 كان مدير معهد إيفانوفسكي لعلم الفيروسات في موسكو وتم عزله عام 1952 لرفضه طرد زملائه اليهود كجزء من الحملة المعادية للسامية في الاتحاد السوفيتي المعروفة باسم مؤامرة الأطباء.
عام 1955 قام بتأسسيس معهد أبحاث جديد بالقرب من موسكو للعمل على لقاحات ضد شلل الأطفال حيث عمل على لقاحات ضد شلل الأطفال بالتعاون الوثيق مع العلماء الأمريكيين بما في ذلك جوناس سالك وألبرت سابين.
بين 1958-1959 قام بتنظيم أول إنتاج وتجارب سريرية شاملة للقاح الفموي لفيروس شلل الأطفال (OPV) المصنوع من سلالات حية موهّنة طورها ألبرت سابين.
جعل ذلك الاتحاد السوفيتي أول دولة تقوم بتطوير وإنتاج وترخيص واستخدام هذا اللقاح عالي الفعالية على نطاق واسع الذي قضى عمليًا على شلل الأطفال في البلاد في السنوات القليلة الأولى من استخدامه. تم تصدير اللقاح الذي أنتجه معهد تشوماكوف إلى أكثر من 60 دولة وكان له دور فعال في وقف انتشار شلل الأطفال على نطاق واسع في أوروبا الشرقية واليابان. كان نجاح التجارب السريرية الروسية حاسمًا في ترخيص OPV في الولايات المتحدة في عام 1962، وأصبح اللقاح الأداة الرئيسية المستخدمة في الحملة العالمية لاستئصال شلل الأطفال. ابتكر شوماكوف أيضًا عددًا من اللقاحات البشرية والبيطرية الأخرى، بما في ذلك اللقاح الخامل ضد مرض السل والحصبة والإنفلونزا واللقاح ضد فيروس سِّل الكلاب الذي يستخدم على نطاق واسع لحماية حيوانات الفراء المستزرعة. نشر تشوماكوف أكثر من 960 ورقة بحثية ومقالات وكتابًا.
حصل شوماكوف على درجة فخرية من أكاديميا ليوبولدينا في ألمانيا وكان عضوًا فخريًا في الأكاديمية المجرية للعلوم. كما كان عضوًا فخريًا في العديد من الجمعيات الطبية والأكاديميات في البلدان الأخرى. بعد وفاة تشوماكوف، أعيدت تسمية المعهد الذي أسسه تكريما له ليصبح معهد شلل الأطفال والتهاب الدماغ الفيروسي تشوماكوف التابع للأكاديمية الروسية للعلوم الطبية.
وفي عام 2016 أُعيد تنظيم المعهد ومنشأة تصنيع اللقاحات التابعة له ليصبحا مركز تشوماكوف لبحوث وتطوير المنتجات البيولوجية التابع لأكاديمية العلوم الروسية. سُمي كويكب الحزام الرئيسي تشوماكوف 5465 الذي اكتشفته ليودميلا كاراشكينا على شرفه.